# Ghana Town
Ghana Town és un poble de Gàmbia, habitat per emigrants de Ghana, que tenen com a activitat principal la pesca de taurons a alta mar.
El poble té uns dos mil habitants, i està situat prop de Tanji, però està una mica allunyat de la costa. Prop del poble posen a assecar les restes dels taurons, que s'exporten a Ghana, ja que no tenen sortida al mercat local.